# Erycibe hainanensis
Erycibe hainanensis är en vindeväxtart som beskrevs av Merrill. Erycibe hainanensis ingår i släktet Erycibe och familjen vindeväxter. Inga underarter finns listade i Catalogue of Life.